# 俄土戰爭 (1877年—1878年)
俄土戰爭（1877年–1878年）是一場發生於19世紀末鄂圖曼土耳其與俄羅斯帝國及其盟友之間的戰爭。该场战争因为发生在鲁米历的1293年，因此在土耳其也被称为“93年战争”（土耳其語：93 Harbi）。
這場戰爭源自於俄羅斯希望打開通往地中海的通路，並且解放生活在巴爾幹半島，信仰東正教的斯拉夫人（保加利亞人、塞爾維亞人），使他們從鄂圖曼帝國中獨立。
在1875年，黑塞哥维那地區发起了一场反抗蘇丹統治的起義。起義迅速蔓延至波斯尼亞及保加利亞境内。列强选择干涉以免巴爾幹半島爆發为一场慘烈而血腥的戰爭。最先行動的是三皇同盟，同盟國對於近東的問題態度可以於奥匈帝国外交家安德雷西的文件中体现之中。這份文件，主要是為了避免東南歐發生大規模的暴亂而催促蘇丹進行多項改革，包括基督徒的宗教自由；另外組建基督徒及穆斯林混合委員會，以監督蘇丹的改革。英法对此表示赞同，安德雷西文件递交予苏丹，苏丹于1876年1月31日同意文件的建议。然而，赫塞哥维那的反抗军领袖拒绝接受这份文件，指出苏丹曾经承诺进行改革，但是从未履行。
三皇的代表再次于柏林聚会，他们达成了。为了说服赫塞哥维那人苏丹会切实执行其承诺，备忘录建议由列强领事监督在反抗省份的改革。在朴特同意这个备忘录前，内乱已对奥斯曼帝国产生较大影响，苏丹阿卜杜勒-阿齐兹一世被废位。新的苏丹穆拉德五世，在3个月后因为精神问题也被废除，而后选择阿卜杜勒-哈米德二世继位。同时，奥斯曼帝国遇到更多困难：帝国国库已经空虚，而且反抗由波赫继续燃烧至塞尔维亚、蒙特內哥羅及保加利亚境内(又称四月起义 （页面存档备份，存于）)。然而奥斯曼帝国仍然在1876年8月镇压下反抗行动，这干扰了俄国的计划，因为其打算趁混乱期间夺取奥斯曼帝国在东南欧的地区。
当起义被大规模镇压后，有谣言称奥斯曼帝国对反抗省份居民施以暴行。这冲击了欧洲人的感情。俄国现在期望发动战争并加入反抗军一方，目的為趁机夺取奥斯曼帝国的土地。不过列强（英、法、俄、德、奥匈、意）代表召开君士坦丁堡会议，试图取得更大的和平。苏丹却拒绝允许外国领事监督波赫的改革进行。1877年，列强再次试图与奥斯曼帝国谈判，但建议再度被对方拒绝。
俄国于1877年4月24日对奥斯曼帝国宣战，也成功争取到奥匈帝国的中立，通过许诺战后与奥匈瓜分战时夺取的土地，即波斯尼亚和黑塞哥维那。尽管英国仍然对俄国威胁其在南亚的殖民地，但并未卷入战事中。而当俄国威胁到君士坦丁堡的安全时，英国首相班傑明·迪斯雷利催促德国及奥匈帝国协助他。
1877年4月24日，俄军從巴爾幹半島及高加索兩地發動進攻。巴爾幹半島是主要戰場，俄軍主力進入羅馬尼亞後，6月及7月在不同地點渡過多瑙河，12月攻佔土軍重要據點普列文，次年1月逼近土耳其首都君士坦丁堡，土耳其被逼接受俄國提出的和平條件，是为《聖斯特凡諾條約》，条约建议建立包括亚得里亚堡和萨洛尼卡的大保加利亚，并使土耳其赔款2亿1,000万卢布。由於這會令俄國在歐洲的勢力坐大，各国均极力反对。最後1878年歐洲列強在柏林舉行了柏林會議並以《柏林条约》取代《聖斯特凡諾條約》，保加利亚、东鲁梅利亚改由鄂圖曼土耳其帝國保护，土耳其赔款2亿卢布。
保加利亞及塞爾維亞在戰後脫離了土耳其的控制，兩國視這次獨立為第二次建國。這場戰爭也為羅馬尼亞王國完全獨立提供了機會，儘管羅馬尼亞從未像其它巴爾幹國家那樣被奧斯曼帝國所直接統治，他們仍將此戰視爲羅馬尼亞獨立戰爭。

## 战前历史

### 土耳其境内基督徒的待遇
终结克里米亚战争的1856年巴黎條約第九条要求土耳其给予境内基督徒与穆斯林平等的权利。土耳其在签订条约之前下达了花厅御诏，宣称穆斯林和非穆斯林原则上平等，并促成了一些有效的宗教权利改革，例如废除对非穆斯林征收的人头税，并允许非穆斯林参军。
然而，与非穆斯林的次等公民身份相伴的一些不公平待遇被保留了下来，例如法庭不接受基督徒针对穆斯林疑犯的证词，这样使穆斯林犯下侵犯基督徒的罪行后仍然能逍遥法外。虽然地方上两教信徒大致能和睦相处，但法律上的漏洞始终鼓励穆斯林侵害基督徒权利。地方官员也时常公开鼓励穆斯林侵犯基督徒以迫使后者就范。

### 1860年：黎巴嫩危机
1858年，信奉马龙尼礼教会的农民在教士鼓动下揭竿起义，推翻信奉德鲁兹教的封建地主，建立农民共和国。在南黎巴嫩，信奉德鲁兹教的农民和地主站到了一起以反击马农尼教派的农民。单纯的农民起义演化成了局势错综复杂的内战。虽然内战双方都深受战乱所害，但是德鲁兹教徒屠杀了约10,000名马农尼教派的农民。
由于欧洲列强以介入内战相要挟，土耳其官方出面制止了动乱。然而英法两国依然插手了。在西方的压力下，土耳其苏丹同意任命一名信奉基督教，且由苏丹提名但经过西方列强审查的黎巴嫩总督。
1860年5月27日，一群马农尼教徒袭击了德鲁兹教徒的村庄。揭开了一系列屠杀和报复性屠杀的序幕。动乱甚至溢出黎巴嫩并蔓延到叙利亚。最后，各个宗派之间有大约7,000到12,000人死于动乱，超过300个村庄，500所教堂，40座修道院，30所学校被毁。贝鲁特的基督徒对穆斯林的攻击挑起了大马士革民众对处于少数的基督徒的报复，最终导致大约5,000到25,000名基督徒被杀。美国和荷兰大使也未能幸免遇难，这引起了国际关注。
土耳其外长穆罕默德·福阿德帕夏受命前往叙利亚平乱。他捕获并处决了挑起动乱的罪魁祸首，其中包括了当地总督和其他官员。社会恢复安宁后，土耳其着手安排黎巴嫩获得自治权，以免欧洲列强干涉。虽然如此，法国于1860年9月将舰队派往东方，而急于防止法国排挤自己获得更大影响力的英国也紧随着派出了舰队，

### 1866-1869年：克里特起义
1866年爆发的克里特起义源自于土耳其无法实施改善民生的改革，以及克里特岛民对与希腊统一的愿望。起义军迅速控制了全岛。岛上的穆斯林只能逃到尚未陷落的5个要塞中避难。希腊的报社宣称穆斯林屠杀了希腊人，并推动这条新闻传遍欧洲。上千名希腊的志愿者动身前往克里特岛作战。
克里特岛起义之中阿卡迪修道院之围尤其知名。1866年11月，23,000名克里特穆斯林联合土耳其部队包围了约250名希腊籍起义军以及600名妇孺。有关围城战的消息迅速传遍欧洲。经过一场恶战后双方都死伤惨重，克里特起义军在弹尽援绝后无奈投降，却在放下武器后惨遭屠杀。
1869年初，克里特岛起义大致被平定，但土耳其朝廷也作出了让步，引进了克里特岛自治并赋予基督徒更多权利。对土耳其而言，虽然克里特岛起义的结局比19世纪其余几次外交冲突都对她更加有利，但惨烈的起义和血腥的镇压行动引起了欧洲社会对土耳其境内基督徒待遇的注意。

### 欧陆势力平衡的演变
虽然土耳其帝国在克里米亚战争中获胜了，但它的实力和声望依然日渐衰微。土耳其政府迫于财政压力不得不按极高的利率借贷，使得随后一系列财政改革也无法将其从经济危机和无力还贷的困局中解救出来。令局势雪上加霜的是俄罗斯从高加索地区驱逐了超过600,000名切尔刻斯人，而土耳其则必须在安纳托利亚北部一些港口和巴尔干地区的康斯坦察和瓦尔纳等地收容这些难民。为了安置难民，土耳其不但耗费了大量资金，还蒙受了难民带来的社会动荡。

#### 新欧洲协调
1859年,法国和奥地利在第二次意大利独立战争中刀兵相见，这冲击了1814年奠定的欧洲协调。随后，俾斯麦领导下的普鲁士王国在追求德意志统一的道路上先后于1866年击败奥地利和在1871年击败法国，顶替了奥匈帝国作为中欧一流强国的地位。德意志统一战争彻底粉碎了欧洲协调。英国深陷爱尔兰问题的泥潭，消极避战，无暇介入欧陆政局来重建欧洲协调。俾斯麦不愿意看到土耳其帝国的分裂引发新一轮国际角力从而点燃战争的导火索，所以接受了俄罗斯沙皇的提议，组建三帝同盟以便在欧陆上孤立法国。
对此，法国采取的反制措施是扶持德俄奥三皇和土耳其苏丹的国家里的民族自决运动。波兰的反俄运动和巴尔干半岛上的民族主义运动都受到了法国的援助。俄罗斯孜孜不倦地试图夺回在黑海上组建海军的权利，并借助泛斯拉夫主義提倡由俄罗斯担任所有斯拉夫国家的领袖，从而与法国在巴尔干半岛展开角力。俄罗斯若要实现一统斯拉夫民族的目的，就必须摧毁俄罗斯以外最多斯拉夫人居住的两大帝国——奥地利帝国和土耳其帝国。最后，塞尔维亚自身正在经历民主主义复苏，也抱有和列强的利益相冲突的扩张意识。俄罗斯和法国的野心和它们之间的矛盾都在这里一一浮现。

#### 克里米亚战争后的俄罗斯
克里米亚战争后，俄罗斯虽然并没有损失领土，却被迫摧毁自己的黑海舰队和塞瓦斯托波尔港的堡垒设施。俄罗斯在国际上颜面无存。在接下来很长一段时间里，俄罗斯的外交政策都围绕着为克里米亚战争复仇。然而这相当困难——按照巴黎條約的条款，英国，法国和奥地利对土耳其领土完整作出了担保。只有普鲁士仍然站在俄罗斯一方。
新上任的俄罗斯外长亚历山大·戈尔察科夫依赖盟国普鲁士和普鲁士首相俾斯麦为自己撑腰。此前，俄罗斯在普丹战争，普奥战争和普法战争中忠实地站在普鲁士一方。1871年3月，俄罗斯乘着法国兵败如山倒之机，倚仗着心存感恩的普鲁士的支持撕毁了巴黎条约的11条，遂获得了重建黑海舰队的权力。
然而，巴黎和约其他条款——包括英法奥三国对土耳其国土完整作担保的第8条——的效力犹存。因此，俄罗斯在处理其与土耳其帝国之间的关系时如履薄冰，并时刻注意和欧洲其他列强协同行动。俄罗斯若要向土耳其宣战至少要获得列强的默许，而俄罗斯外交部就正等待着可乘之机。

## 1875-1879年：巴尔干危机
土耳其帝国对巴尔干的统治在19世纪内日渐松弛。中央政府甚至不时地失去对整个省份的控制。土耳其政府迫于欧洲列强的压力实施的一系列改革不但没有改善境内基督徒的生活，还触怒了一大部分穆斯林。仅仅在波黑地区就经历了至少两次由穆斯林发动的暴乱，而最新一次暴乱则近在1850年爆发。
经历了十九世纪上半叶的动荡后，奥地利帝国境内的局势终于稳定下来，她随即重拾对土耳其帝国乘火打劫以扩张自身势力的国策。同时名义上是土耳其帝国的自治区，实则独立于土耳其之外的塞尔维亚和黑山两大公国也企图吞并住有大量同胞的土耳其领土。在俄国的煽风点火之下，巴尔干境内民族主义和领土收复主义情绪高涨。最后，安纳托利亚在1873和1874年接连遭遇大旱和洪涝之后爆发大饥荒，造成土耳其帝国腹地里民怨沸腾。由于五谷歉收，土耳其百姓无法缴纳税项使得土耳其政府国库空空如也，最后不得不在1875年宣布破产并对边陲省份包括巴尔干地区增税以维持国家运转。

### 巴尔干的起义浪潮

#### 阿尔巴尼亚起义
阿尔巴尼亚人对繁重的税务和兵役怨声载道，所以在未来的俄土战争中与土耳其为敌。

#### 黑塞哥维那起义
1875年7月，一场针对土耳其统治的起义在黑塞哥维那境内爆发。延至8月，起义军几乎占据了黑塞哥維那全境，而起义的浪潮也蔓延到邻近的波斯尼亚。起义军获得了来自塞尔维亚和黑山的志愿者的援助，因此面对土耳其不断增兵反而越战越勇。

#### 保加利亚起义
在波黑地区的起义的刺激下，在布加勒斯特蛰伏的保加利亚革命家也果断采取了行动。1875年，保加利亚起义军企图乘着土耳其注意力分散之机揭竿而起，但起义行动操之过急使得全盘计划胎死腹中。1876年春，又一场起义在有土耳其重兵把守的保加利亚中南部爆发。
为了平乱，土耳其设立了特殊军事委员会。正规军和非正规的散兵游勇同时被派往保加利亚与起义军作战（5月11日至6月9日）。土军的非正规部队多数由信奉伊斯兰教的保加利亚百姓组成，其中也包括被逐出高加索地区的车刻斯穆斯林，在克里米亚战争期间被逐出俄罗斯的克里米亞韃靼人，甚至乎接受伊斯兰教化的保加利亚人。土军进行了血腥的平叛作战，期间屠杀超过30,000人。巴塔克村庄的7,000名村民之中有7分之5惨遭屠戮。其人口几乎被屠杀殆尽的两个村落——巴塔克和佩鲁斯蒂察——都积极参与了起义。土耳其司令部嘉奖了不少参与了屠杀的官兵。现代史学家估计遭到屠杀的保加利亚百姓多达30,000到100,000人，并普遍承认土军对保加利亚百姓犯下了泯灭人性的罪行。

#### 对保加利亚境内暴行的国际反应
有关土军散兵游勇的暴行的风声经由伊斯坦布尔城内的美办罗伯特学院逐渐传遍世界。学院的学生多为保加利亚人。他们不少人都收到了来自家乡的噩耗。不久，风声也传进了伊斯坦布尔的西方外交官圈子，转而传到西方各国的报社。在1879年旅居伊斯坦布尔的基督教传教士乔治·沃伦·伍德报称阿马西亚的土耳其政府残酷迫害来自苏呼米的基督教难民。他和英国使官爱德华·马利特协力向土耳其朝廷上报此事，随后亦将此事上报至时任外交大臣的罗伯特·加斯科因-塞西尔（第三代索尔兹伯里侯爵）。在英国，由于迪斯雷利政府在巴尔干危机中坚定地支持土耳其政府，反对党自由党控制的报纸《每日新闻》雇佣美籍记者麦加汉前往获取有关屠杀的第一手消息。
麦加汉遍游受保加利亚起义影响的每个地区。他的报道登上了《每日新闻》的头版，并成功将舆论引导至迪斯雷利的亲土耳其立场的对立面。9月，反对党领袖威廉·格萊斯頓出版了其作品《保加利亞恐怖和東方問題》(Bulgarian Horrors and the Question of the East)，呼吁英国撤回对土耳其的支持并倡导由欧洲向土耳其施压迫使其让保加利亚和波黑地区实现独立。随着报道的细节传遍欧洲，不少有识之士包括达尔文，王尔德，雨果和朱塞佩·加里波第都公开谴责土耳其在保加利亚的暴行。
在各国之中，俄罗斯的反应最为强烈。俄罗斯人对保加利亚独立事业的同情心引致俄罗斯境内爱国主义情绪爆发，从规模上看堪比1812年俄法战争时期的爱国主义浪潮。1875年秋天起，增援保加利亚起义的运动席卷俄罗斯社会每个阶层。同时，俄罗斯人也就祖国在这次战争中的目标展开激辩：包括陀思妥耶夫斯基在内的大斯拉夫主义者认为眼前的战争为俄罗斯统一天下所有东正教国家，实现历史使命创造了机会。而持相反意见的是受屠格涅夫启发的西化改革派。他们否定宗教的重要性，并认为俄罗斯的目的不应该是捍卫东正教而是解放保加利亚。